# Taça Latina de 1989
A Taça Latina de 1989 foi a 11.ª edição da Taça Latina.
| País     | J | V | E | D | GM | GS | DG  | Pts |
| -------- | - | - | - | - | -- | -- | --- | --- |
| Portugal | 3 | 3 | 0 | 0 | 21 | 7  | 14  | 6   |
| Itália   | 3 | 2 | 0 | 1 | 18 | 8  | 10  | 4   |
| Espanha  | 3 | 1 | 0 | 2 | 11 | 15 | -4  | 2   |
| França   | 3 | 0 | 0 | 3 | 3  | 23 | -20 | 0   |

|          | Portugal | Itália | Espanha | França |
| -------- | -------- | ------ | ------- | ------ |
| Portugal |          | 4-2    | 7-4     | 10-1   |
| Itália   |          |        | 7-3     | 9-1    |
| Espanha  |          |        |         | 4-1    |
| França   |          |        |         |        |